# Tanjung Uban Timur
Tanjung Uban Timur is een bestuurslaag in het regentschap Bintan van de provincie Riau-archipel, Indonesië. Tanjung Uban Timur telt 966 inwoners (volkstelling 2010).